# Anonychomyrma glabrata
Anonychomyrma glabrata é uma espécie de formiga do gênero Anonychomyrma.